# هی زویی
هی زِویی (چینی: 何泽慧؛ ۵ مارس ۱۹۱۴ – ۲۰ ژوئن ۲۰۱۱) فیزیکدان هسته‌ای چینی بود که در دوران جنگ جهانی دوم با والتر بوت در آلمان نازی و با ایرن ژولیو-کوری در پاریس همکاری کرد و بعدها به توسعه برنامه هسته‌ای چین کمک کرد. او به دلیل کشف پدیده برخورد کشسان بین پوزیترون‌ها و الکترون‌ها تا سال ۱۹۴۵ و همچنین - به‌طور مشترک با همسرش چیان سانچیانگ - شکافت سه‌تایی و چهارتایی در هسته اورانیوم در سال ۱۹۴۶ شناخته می‌شود.

## زندگی‌نامه

### خانواده
هو زِویی در سال ۱۹۱۴ در سوژو به دنیا آمد. او دختر هو چنگ، یکی از اعضای اولیه تونگمنگهویی بود که تحصیلات خود را در ژاپن گذرانده بود. او در مدرسه دخترانه ژن هوا (پیش‌درآمد دبیرستان شماره ۱۰ سوژو) که توسط مادربزرگ مادری‌اش وانگشی چانگدا تأسیس شده و توسط عمه‌اش وانگ جیو اداره می‌شد، تحصیل کرد. او در تیم والیبال مدرسه نماینده بود. خانواده او به دلیل پرورش سه دانشمند زن مشهور شناخته می‌شوند. علاوه بر هو زهویی، خواهر بزرگترش هو ییژن متخصص طیف‌سنجی و علم مواد بود و خواهر کوچکترش هو زهیینگ گیاه‌شناس برجسته‌ای بود. او دخترعموی وانگ مینگ-چن نیز بود. هر دوی آنها گاهی اوقات به عنوان «مادام کوری چینی» شناخته می‌شوند.

### تحصیلات
هو زِویی در سال ۱۹۳۶ با مدرک فیزیک از دانشگاه چینهوا در پکن فارغ‌التحصیل شد و در رتبه اول کلاس خود (که شامل همسر آینده‌اش چیان سانچیانگ نیز می‌شد) قرار گرفت. در چینهوا، او از حمایت ژو پییوان، دوست نزدیک پسرعمویش وانگ شوجینگ، که گفته می‌شود با او مانند خواهر رفتار می‌کرد، برخوردار بود. با کمک پدرش که یک بورسیه تحصیلی سخاوتمندانه از فرماندار شانشی، یان شی‌شان، دریافت کرده بود، او برای تحصیل در زمینه بالیستیک آزمایشی به دانشگاه فنی برلین رفت. او به آلمان فرستاده شد زیرا آلمانی‌ها به فناوری پیشرفته مهمات علاقه داشتند. او در سال ۱۹۴۰ با رساله‌ای با عنوان «یک روش جدید دقیق و ساده برای اندازه‌گیری سرعت گلوله‌های پرنده» دکترای مهندسی خود را از دانشکده فنی دریافت کرد. در طول تکمیل مدرک خود، او در برلین با فریدریش پاشن، معلم بازنشسته استاد راهنمای خود، زندگی می‌کرد و مورد استقبال خانواده او قرار گرفت.

### کار در آلمان نازی (۱۹۴۵–۱۹۴۰)
پس از شروع جنگ جهانی دوم توسط دولت نازی آلمان، او در این کشور ماند و در شرکت زیمنس مشغول به کار شد، جایی که تحقیقاتی در مورد برهمکنش الکتروضعیف انجام داد. در سال ۱۹۴۳، با از سرگیری بمباران متفقین بر برلین، پاشن او را به والتر بوث، مدیر مؤسسه فیزیک در مؤسسه قیصر ویلهلم برای تحقیقات پزشکی (در حال حاضر مؤسسه ماکس پلانک برای تحقیقات پزشکی) در هایدلبرگ و یکی از رهبران برنامه جنگ‌افزار هسته‌ای آلمان معرفی کرد. او برلین را ترک کرد و به تیم فیزیک هسته‌ای بوت در هایدلبرگ پیوست. بوت کار خود را بر روی اولین سیکلوترون آلمان در دسامبر ۱۹۴۳ به پایان رساند. زِویی سپس به هاینز مایر لایبنیتز در ساخت دومین اتاق ابری خود و استفاده از آن برای مطالعه برخورد پوزیترون-الکترون، آزمایش نظریه‌های هومی جی. بهابها و پل دیراک کمک کرد. این موضوع او را به کشف پدیده برخورد کشسان الکترون-پوزیترون هدایت کرد. او یافته‌ای خود را از طریق نامه‌هایی به چیان سانچیانگ در پاریس منتقل کرد.

### کار در پاریس (۱۹۴۸–۱۹۴۶)
در سپتامبر ۱۹۴۵، پس از از سرگیری روابط علمی بریتانیا و فرانسه، سانچیانگ نتایج زِویی را که شامل اولین تصویر از پراکندگی پوزیترون-الکترون بود، در کنفرانس پرتوهای کیهانی بریتانیا-فرانسه در بریستول ارائه کرد. گزارشی از این یافته‌ها در شماره ۱۵۶ نشریه نیچر در نوامبر همان سال برجسته شد. زِویی در بهار ۱۹۴۶ با سانچیانگ در پاریس ازدواج کرد و به او تحت نظارت ایرن ژولیو-کوری و فردریک ژولیو-کوری در آزمایشگاه شیمی هسته‌ای کولژ دو فرانسه و آزمایشگاه کوری مؤسسه رادیوم پیوست. او تحقیقات قبلی خود را در مورد برخورد پوزیترون-الکترون ادامه داد. او به همراه همسرش مکانیسم شکافت سه‌تایی را اثبات و توضیح داد و اولین مشاهده شکافت چهارتایی در هسته اورانیوم را در نوامبر ۱۹۴۶ انجام داد. او در مه ۱۹۴۸ به همراه همسر و دختر کوچکش به چین بازگشت.

### زندگی‌نامه
- Wang, Huibin (2020), "Born to do science? A case study of family factors in the academic lives of the Chinese scientific elite", Cultures of Science, 3 (3): 186–196